# ヌノ・アシス
ヌノ・アシス・ロペス・デ・アルメイダ（Nuno Assis Lopes de Almeida 、1977年11月25日 - ）は、ポルトガル・ロウザン出身の元サッカー選手。現役時代のポジションは、ミッドフィールダー（攻撃的ミッドフィールダー）。
2005年12月3日のポルトガルのリーグスーペルリーガのCSマリティモ戦の終了後、採取された尿から多量のナンドロロンが検出され陽性反応が出た。これを潔白するために、2007年1月4日にスポーツ仲裁裁判所に行ったが、1年間の出場停止処分となった。